# Maison au 2, rue des Fleurs à Strasbourg
La maison au 2, rue des Fleurs est un monument historique situé à Strasbourg, dans le département français du Bas-Rhin.

## Localisation
Ce bâtiment est situé au 2, rue des Fleurs à Strasbourg.

## Historique

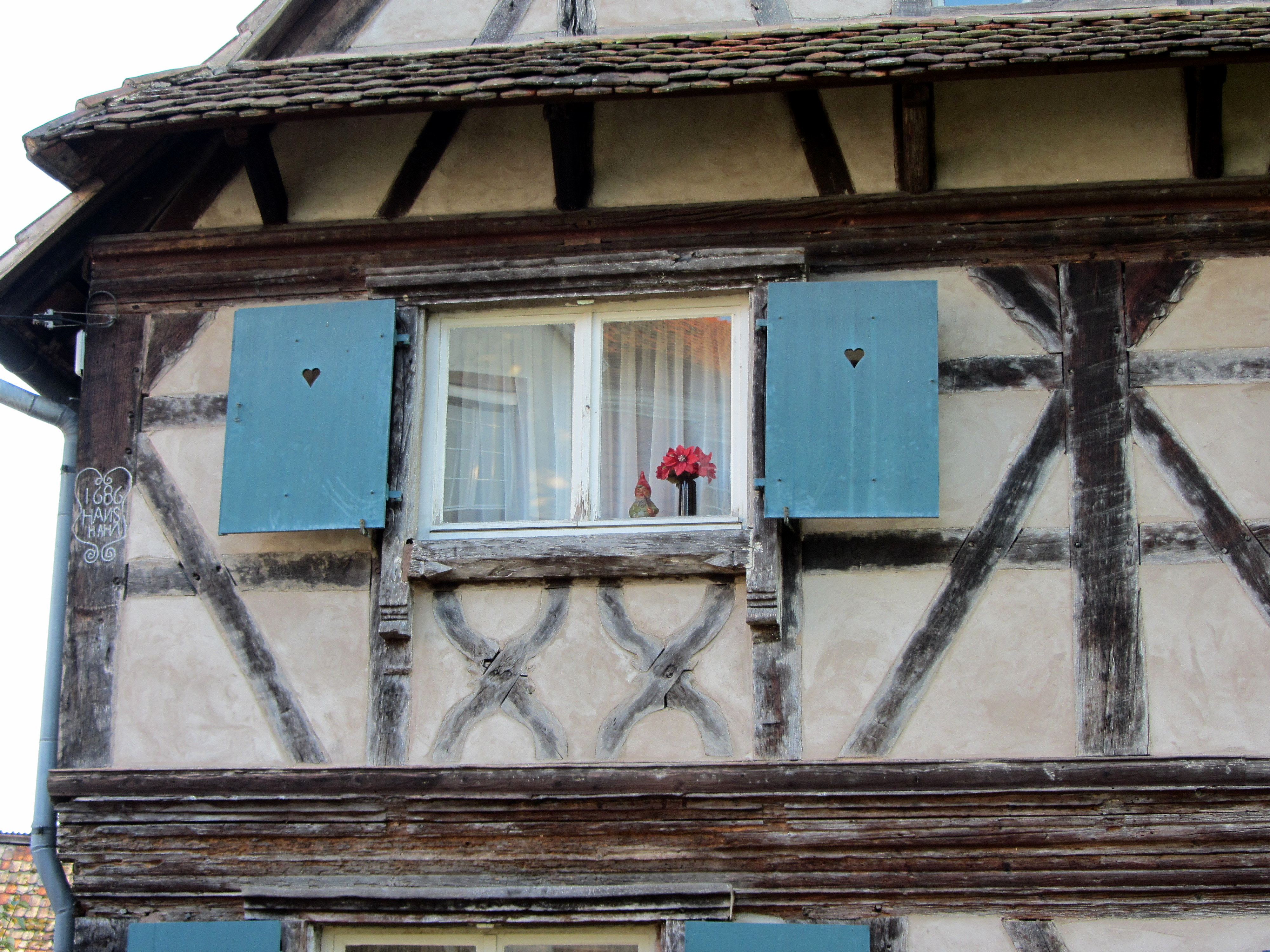
Vue de la fenêtre de gauche à l'étage (décor des allèges en chaises curules). Sur le poteau cornier gauche, un cartouche donne la date de construction, 1686, et le nom du propriétaire : Hans Hahn

Maison construite en 1686  par un dénommé Hans Hahn. Outre le nom et la date de construction, elle porte sur son pignon une inscription :  Alles schoene unseren Alten sollen wir in Ehre halten (« Toutes les beautés transmises par nos ancêtres doivent être respectées »).
La propriété comportait une grange détruite en 2019 ou au plus tard début 2020.
L'édifice fait l'objet d'une inscription au titre des monuments historiques depuis 1986.

## Architecture
Maison à colombage avec un toit en demi-croupe.